# Danh sách trận chiến (địa lý)
Danh sách các trận chiến này được liệt kê mang tính địa lý, theo từng quốc gia với lãnh thổ hiện tại.

## Áo
- Trận đồng Marchfeld (Trận Dürnkrut và Jedenspeigen) - 1278
- Cuộc vây hãm Viên - 1529  - Các cuộc chiến tranh của đế quốc Ottoman ở châu Âu
- Trận Viên - 1683 - Đại chiến Thổ Nhĩ Kỳ
- Trận Zürich đầu tiên - 1799, Các cuộc chiến cách mạng Pháp
- Trận Amstetten - 1805 - Các cuộc chiến tranh của Napoléon
- Trận Wagram - 1809 - Các cuộc chiến tranh của Napoléon
- Trận Ebersberg - 1809 - Các cuộc chiến tranh của Napoléon

## Angola
- Trận Mbwila - 1665
- Trận Quifangondo - 1975
- Trận Cassinga - 1978
- Trận Cuito Cuanavale - 1987-1988

## Argentina
- Trận Monte Santiago - 1827 - Chiến tranh Cisplatine
- Trận Vuelta de Obligado - 1845
- Trận Pavón - 1861
- Trận Los Corrales - 1880

## Bangladesh
- Trận Garibpur - 1971 - Chiến tranh giải phóng Bangladesh
- Trận Hilli - 1971 - Chiến tranh giải phóng Bangladesh

## Belarus
- Trận Kletsk - 1506
- Trận Orsha - 1514
- Trận Ula - 1564
- Trận Shepeleviche - 1654
- Trận Shklow - 1654
- Trận Myadel - 1659
- Trận Polonka - 1660
- Trận Basya - 1660
- Trận Kushliki - 1661
- Trận Lesnaya - 1708
- Trận Mir - 1792
- Trận Saltanovka - 1812, Các cuộc chiến tranh của Napoléon
- Trận Polotsk thứ nhất - 1812, Các cuộc chiến tranh của Napoléon

## Bỉ
- Trận sông Sabis - 57 BC (được cho là trận chiến của Pháp) - Chiến tranh xứ Gaule
- Trận Leuven - 891
- Trận Steppes - 1213
- Trận Damme - 1214
- Trận Tournai - 1214
- Trận Bulskamp - 1297
- Trận Thúc ngựa Vàng - 1302
- Trận Roosebeke - 1382
- Trận Othee - 1403
- Trận Gavere - 1453
- Trận Brustem - 1467
- Trận Oosterweel - 1567 - Chiến tranh Tám năm
- Trận Gembloux - 1578 - Chiến tranh Tám năm
- Trận Turnhout - 1597 - Chiến tranh Tám năm
- Trận Nieuwpoort - 1600 - Chiến tranh Tám năm
- Trận Seneffe - 1674 - Chiến tranh Pháp-Hà Lan
- Trận Saint Denis - 1678 - Chiến tranh Pháp-Hà Lan
- Trận Walcourt - 1689 - Chiến tranh Chín năm
- Trận Fleurus - 1690 - Chiến tranh Chín năm
- Trận Leuze - 1691 - Chiến tranh Chín năm
- Trận Steenkerque - 1692 - Chiến tranh Chín năm
- Trận Neerwinden - 1693 - Chiến tranh Chín năm
- Trận Ekeren - 1703 - Chiến tranh Kế vị Tây Ban Nha
- Trận Elixheim - 1705 - Chiến tranh Kế vị Tây Ban Nha
- Trận Ramillies - 1706 - Chiến tranh Kế vị Tây Ban Nha
- Trận Oudenarde - 1708 - Chiến tranh Kế vị Tây Ban Nha
- Trận Fontenoy - 1745 - Chiến tranh Kế vị Áo
- Trận Rocoux - 1746 - Chiến tranh Kế vị Áo
- Trận Lauffeld - 1747 - Chiến tranh Kế vị Áo
- Trận Turnhout - 1789 - Cách mạng Brabant
- Trận Jemappes - 1792 - Chiến tranh Cách mạng Pháp
- Trận Neerwinden - 1793 - Chiến tranh Cách mạng Pháp
- Trận Fleurus - 1794 - Chiến tranh Cách mạng Pháp
- Trận Hasselt - 1798 - Chiến tranh Tá điền
- Trận Quatre Bras - 1815 - Các cuộc chiến tranh của Napoléon
- Trận Ligny - 1815 - Các cuộc chiến tranh của Napoléon
- Trận Waterloo - 1815 - Các cuộc chiến tranh của Napoléon
- Trận Wavre - 1815 - Các cuộc chiến tranh của Napoléon
- Trận Liège - 1914 - Chiến tranh thế giới thứ nhất
- Trận Mons - 1914 - Chiến tranh thế giới thứ nhất
- Trận sông Yser - 1914 - Chiến tranh thế giới thứ nhất
- Trận Ypres - 1917 - Chiến tranh thế giới thứ nhất
- Trận sông Lys - 1918 - Chiến tranh thế giới thứ nhất
- Trận chiến nước Pháp - 1940 - Chiến tranh thế giới thứ hai
- Trận sông Scheldt - 1944 - Chiến tranh thế giới thứ hai
- Trận Bulge - 1944 - Chiến tranh thế giới thứ hai

## Bosnia và Herzegovina
- Trận cao nguyên Bosnia - 927 - Chiến tranh Croatia-Bulgary (927)

## Brazil
- Trận Guararapes thứ hai - 1649
- Trận Riachuelo - 1865

## Bulgaria
- Trận Anchialus - 708
- Trận Rishki Pass - 759
- Trận Anchialus - 763
- Trận Marcelae - 792
- Trận Vurbitsa Pass - 811 (Khan Subigi Krum đánh với Nicephorus I)
- Trận Versinikia - 813 (Khan Subigi Krum đánh với Michael I Rhangabes)
- Durostor - 971 Ioan Zimisches đánh với Sviatoslav
- Trận Kleidion - 1014
- Vidin - 1027
- Silistra - 1086
- Distra - 1088
- Stara Zagora (Eski Zagra) - 1122
- Trận Varna - 1444
- Trận Cape Kaliakra - 1791
- Trận Plevna - 1877
- Trận Turtucaia - 1916

## Campuchia
- Trận Prey Veng - 1970
- Trận Kompong Speu - 1970
- Trận Prey Veng - 1970
- Chiến dịch Chenla thứ nhất - 1970-1971
- Chiến dịch Chenla thứ hai - 1971
- Trận Snuol - 1971
- Trận Kampot - 1974

## Canada
- Trận Chateauguay
- Trận Crysler's Farm
- Trận Cut Knife
- Trận đồng bằng Abraham
- Trận Quebec (1690) - Chiến tranh Vua William
- Trận Quebec (1759) - Chiến tranh Bảy năm, bao gồm cả Trận đồng bằng Abraham.
- Trận Sainte-Foy (hay gọi là Trận Quebec) - Chiến tranh Bảy năm
- Trận Quebec (1775) - Chiến tranh Cách mạng Hoa Kỳ
- Trận Queenston Heights
- Trận sông Thames
- Trận York
- Trận Duck Lake
- Trận Fish Creek
- Trận Batoche
- Trận Frenchman's Butte

## Chile
- Trận Maule - ~1485 - Sự bành trướng của Đế chế Inca bị người Mapuche chặn đứng
- Trận Reynogüelén - 1536 - Chiến tranh Arauco
- Trận Quilacura - 1546 - Chiến tranh Arauco
- Trận Andalien - 1550 - Chiến tranh Arauco
- Trận Penco - 1550 - Chiến tranh Arauco
- Trận Tucapel - 1553 - Chiến tranh Arauco
- Trận Marihueñu - 1554 - Chiến tranh Arauco
- Trận Peteroa - 1556 - Chiến tranh Arauco
- Trận Mataquito - 1557 - Chiến tranh Arauco
- Trận Curalaba - 1598 - Chiến tranh Arauco
- Trận Yerbas Buenas - 1813 - Chiến tranh giành độc lập Chile
- Trận Rancagua - 1814 - Chiến tranh giành độc lập Chile
- Trận Chacabuco - 1817 - Chiến tranh giành độc lập Chile
- Trận Cancha Rayada thứ hai - 1818 - Chiến tranh giành độc lập Chile
- Trận Maipú - 1818 - Chiến tranh giành độc lập Chile
- Trận Valdivia - 1820 - Chiến tranh giành độc lập Chile
- Trận El Toro - 1820 - Chiến tranh giành độc lập Chile
- Trận Pudeto - 1826 - Chiến tranh giành độc lập Chile
- Trận Bellavista - 1826 - Chiến tranh giành độc lập Chile
- Trận Lircay - 1829
- Trận Talcahuano -1851
- Trận Loncomilla - 1851
- Trận Papudo - 1865 - Chiến tranh Quần đảo Chincha
- Trận Abtao - 1866 - Chiến tranh Quần đảo Chincha
- Trận Iquique - 1879 - Chiến tranh Thái Bình Dương
- Trận Punta Gruesa - 1879 - Chiến tranh Thái Bình Dương
- Trận Angamos - 1879 - Chiến tranh Thái Bình Dương
- Trận Pisagua - 1879 - Chiến tranh Thái Bình Dương
- Trận San Francisco - 1879 - Chiến tranh Thái Bình Dương
- Trận Tarapacá - 1879 - Chiến tranh Thái Bình Dương
- Trận Arica - 1880 - Chiến tranh Thái Bình Dương
- Trận Pozo Almonte - 1891 - Nội chiến Chile
- Trận Concón - 1891 - Nội chiến Chile
- Trận La Placilla - 1891 - Nội chiến Chile
- Trận Coronel - 1914 - Chiến tranh thế giới thứ nhất

## Trung Quốc
- Trận Ký Thành - 213
- Trận chiến núi Định Quân - 219
- Trận Di Lăng - 222
- Trận Phì Thủy - 383
- Trận Baekgang - 663
- Trận Tuy Dương - 756
- Trận hồ Bà Dương -1363
- Trận Sarhu - 1619
- Trận Ningyuan - 1626
- Trận Shanhai Pass (Trận Sơn Hải quan) - 1644
- Trận chiến Quảng Châu - 1841, 1856, 1857
- Trận Nam Kinh lần thứ 3 - 1864
- Trận Bang Bo - 1885
- Trận Uy Hải Vệ - 1895
- Phong trào Nghĩa Hòa Đoàn - 1899
- Trận Taku Forts - 1900
- Trận Bắc Kinh - 1900
- Hải chiến cảng Lữ Thuận - 1904
- Wuchang Uprising - 1911
- Bắc phạt - 1926
- April 12 Incident - 1927
- Central Plains War - 1930
- First Encirclement Campaign[cần định hướng] - 1930
- Mukden Incident - 1931
- Trận Rehe - 1933
- Defense of the Great Wall - 1933
- Fifth Encirclement Campaign - 1933
- Vạn lý Trường chinh - 1934
- Sự kiện Lư Câu Kiều - 1937
- Trận Thượng Hải - 1937
- Trận Pingxingguan - 1937
- Trận Thái Nguyên (Trung Quốc) - 1937
- Trận Nam Kinh - 1937
- Trận Từ Châu - 1937 tới 1938
- Trận Tai er zhuang - 1938
- Trận Vũ Hán - 1938
- Trận Suixian-Zaoyang - 1939
- Trận Changsha (1939) - 1939
- Trận Hundred Regiments - 1940
- Trận Changsha (1941) - 1941
- Trận Changsha (1941) - 1941
- Trận Changde - 1943
- Trận Tây Hồ Bắc - 1943
- Trận miền bắc Myanma và miền tây Vân Nam - 1943 đến1945
- Trận Changsha (1944) - 1944
- Trận Guilin-Liuzhou - 1944
- Campaign to Defend Siping - 1946

## Colombia
- Trận Cartagena de Indias - 1741

## Congo
- Siege of Jadotville - 1961
- Second Battle for the Tunnel - 1961

## Costa Rica
- Trận Santa Rosa - 1856

## Croatia
- Vây hãm Trsat - 799
- Trận Kupa - 819
- Croatian-Bulgarian Trận 927 (Trận cao nguyên Bosnia) - 927 - Các cuộc chiến tranh Croatia-Bulgary
- Trận Gvozd Mountain (Núi Peter) - 1097 - Chiến tranh Croatia-Hungary năm 1097
- Trận dồng bằng Grobnik - 1242 - Mông Cổ xâm lực châu Âu
- Trận Bliska - 1322 - Triều đại phong kiến cuộc đấu tranh cho quyền lực tối cao tại Croatia
- Trận Krbava field - 1493 - Các cuộc chiến tranh Ottoman-Croatia
- Trận Siget - 1566 - Các cuộc chiến tranh Ottoman ở châu Âu
- Trận Sisak - 1593 - Các cuộc chiến tranh Ottoman-Croatia
- Trận Slankamen - 1691
- Trận Vis - 1866
- Trận Vukovar - 1991
- Vây hãm Dubrovnik - 1991
- Chiến dịch Maslenica - 1993
- Chiến dịch Flash - 1995
- Chiến dịch Storm - 1995

## Cộng hòa Séc
- Trận Vyšehrad - 1419
- Trận Vítkov Hill - 1420
- Trận Lipany - 1434
- Trận Záblatí - 1619 -
- Trận Věstonice - 1619
- Trận White Mountain - 1620
- Trận Lobositz - 1756
- Trận Reichenberg - 1757
- Trận Praha - 1757
- Trận Kolín - 1757
- Trận Domstadtl - 1758
- Trận Austerlitz - 1805, Các cuộc chiến tranh của Napoléon
- Trận Kulm - 1813
- Trận Königgrätz (hay là Trận Sadová) - 1866
- Tấn công Prague - 1945

## Đan Mạch
- Trận Grathe Heath - 1157
- Cuộc tấn công vào Copenhagen - 1659
- Trận Copenhagen - 1801
- Trận Copenhagen (1807)
- Trận Dybbøl - 1864

## Ai Cập
- Trận Bitter Lakes - 925 BC - Shoshenq I of Egypt defeats a Bedouin incursion after surprising the enemy at the shores of the Bitter Lakes.
- Trận Pelusium - 525 BC - Egypt almost annexed by Persia.
- Trận the Nile (47 BC) - 47 BC - Julius Caesar defeats the forces of the Egyptian king Ptolemaios XIII
- Trận the Pyramids - 1798 - Napoleon defeats Mameluks in Egypt
- Trận the Nile - 1798 - Defeat of Napoleonic forces in Egypt
- Trận Kafr el-Dawwar - 1882 - Ahmed Urabi defeated British forces.
- Trận Tel al-Kebir - 1882 - Defeat of Urabi by British
- Trận Gazala - 1942 - Axis attack on British Forces around Tobruk
- Trận Alam Halfa - 1942 - Axis attack on British Forces around El Alamein
- Trận El Alamein - 1942 - Allied attack on Axis Forces
- Trận Kasserine Pass - 1942 - Axis attack on Allied Forces (USA) on Tunisia

## Anh
- Trận Watling Street - 60
- Carausian Revolt - 286
- Trận Mons Badonicus - around 500
- Trận Deorham - 577
- Trận Catterick - 600 - The Votadini against the Angles
- Trận Hatfield Chase - 633 The Northumbrians v Welsh/Mercians
- Trận Heavenfield 634 Northumbrians defeat Welsh army
- Trận Maserfield - 641/642 - Kingdom of Bernicia against Kingdom of Mercia
- Trận Englefield - 870/871
- Trận Reading -  871
- Trận Cynwit - 878
- Trận Ethandun - 878
- Trận Corbridge - 915 - Scots and Norse invade Northumberland
- Trận Maldon - 991
- Trận Stamford Bridge - 1066
- Trận Hastings - 1066 - Norman Conquest
- Harrying of the North - 1069 - Norman Conquest
- Trận Alnwick (1093) - Malcolm III of Scotland invaded England
- Trận the Standard - 1138 - David I of Scotland invaded England
- Trận Alnwick (1174) - William I of Scotland invaded England
- Trận Lewes - 1264 - Second Barons' War
- Trận Evesham - 1265 - Second Barons' War
- Trận Myton - 1319 - Part of First War of Scottish Independence
- Trận Burton Bridge - 1322 - Part of the Despenser War
- Trận Boroughbridge - 1322 - Part of the Despenser War
- Trận Old Byland - 1322 - Part of First War of Scottish Independence
- Trận Stanhope Park - 1327 - Part of First War of Scottish Independence
- Trận Halidon Hill - 1333 - Second War of Scottish Independence
- Trận Neville's Cross - 1346 - Second War of Scottish Independence
- Trận Otterburn - 1388 - Anglo-Scottish border conflicts
- Trận Humbleton Hill - 1402 - Anglo-Scottish border conflicts
- Trận Shrewsbury - 1403
- First Trận St Albans - 1455 - Các cuộc chiến Hoa hồng
- Trận Blore Heath - 1459 - Các cuộc chiến Hoa hồng
- Trận Ludford Bridge - 1459 - Các cuộc chiến Hoa hồng
- Trận Northampton - 1460 - Các cuộc chiến Hoa hồng
- Trận Wakefield - 1460 - Các cuộc chiến Hoa hồng
- Trận Mortimer's Cross - 1461 - Các cuộc chiến Hoa hồng
- Second Trận St Albans - 1461 - Các cuộc chiến Hoa hồng
- Trận Ferrybridge - 1461 - Các cuộc chiến Hoa hồng
- Trận Towton - 1461 - Các cuộc chiến Hoa hồng
- Trận Hedgeley Moor - 1464 - Các cuộc chiến Hoa hồng
- Trận Hexham - 1464 - Các cuộc chiến Hoa hồng
- Trận Edgecote Moor - 1469 - Các cuộc chiến Hoa hồng
- Trận Lose-coat Field - 1470 - Các cuộc chiến Hoa hồng
- Trận Barnet - 1471 - Các cuộc chiến Hoa hồng
- Trận Tewkesbury - 1471 - Các cuộc chiến Hoa hồng
- Trận Bosworth Field - 1485 - Các cuộc chiến Hoa hồng
- Trận Stoke Field - 1487 - Các cuộc chiến Hoa hồng
- Trận Flodden Field - 1513 - War of the League of Cambrai
- Trận Newburn - 1640 - Second Bishops' War
- Trận Edgehill - 1642 - Nội chiến Anh
- Trận Powick Bridge - 1642 - Nội chiến Anh
- Trận Braddock Down - 1643 - Nội chiến Anh
- Trận Burton Bridge - 1643 - Nội chiến Anh
- Trận Winceby - 1643 - Nội chiến Anh
- Trận Marston Moor - 1644 - Nội chiến Anh
- Trận Naseby - 1645 - Nội chiến Anh
- Trận Maidstone- 1648 - Second Nội chiến Anh
- Trận Preston - 1648-Second Nội chiến Anh
- Trận St. Fagans - 1648 - Second Nội chiến Anh
- Trận Sedgemoor - 1685 - Monmouth Rebellion
- Trận Reading - 1688 - Glorious Revolution
- Trận Britain - 1940 - Chiến tranh thế giới thứ hai

## Estonia
- Trận Iron Gate - 1032
- Trận Ösel - 1206 - Livonian Crusade
- Trận Ümera - 1210 - Livonian Crusade
- Trận Viljandi - 1211 - Livonian Crusade
- Trận Otepää - 1217 - Livonian Crusade
- Trận St. Matthew's Day - 1217 - Livonian Crusade
- Trận Lyndanisse - 1219 - Livonian Crusade
- Trận Lihula - 1220 - Livonian Crusade
- Siege of Lyndanisse - 1221 - Livonian Crusade
- Trận Ösel - 1222 - Livonian Crusade
- Trận Ümera - 1223 - Livonian Crusade
- Trận Viljandi - 1223 - Livonian Crusade
- Trận Tarbatu - 1224 - Livonian Crusade
- Trận Muhu - 1227 - Livonian Crusade
- Trận the Ice - 1242 - Livonian Crusade
- Trận Rakvere - 1268
- Trận Karuse - 1270
- Trận Ergeme - 1560 - Livonian War
- Trận Koluvere - 1573 - Livonian War
- Trận Narva - 1700 - Great Northern War
- Trận Erastvere - 1702 - Great Northern War
- Trận Hummuli - 1702 - Great Northern War
- Trận Osel Island - 1719 - Great Northern War
- Trận Reval - 1790 - Russo-Swedish War (1788–1790)
- Mahtra War - 1858
- Trận Rägavere - 1918 - Chiến tranh giải phóng Estonia
- Trận Krivasoo - 1919 - Chiến tranh giải phóng Estonia
- Trận Laagna - 1919 - Chiến tranh giải phóng Estonia
- Trận Paju - 1919 - Chiến tranh giải phóng Estonia
- Trận Juminda - 1941 - Chiến tranh thế giới thứ hai
- Trận Kautla - 1941 - Chiến tranh thế giới thứ hai
- Trận Loobu - 1941 - Chiến tranh thế giới thứ hai
- Trận Ratva - 1941 - Chiến tranh thế giới thứ hai
- Kingisepp–Gdov Offensive - 1944 - Chiến tranh thế giới thứ hai
- Battle for Narva Bridgehead - 1944 - Chiến tranh thế giới thứ hai
- Trận Tannenberg Line - 1944 - Chiến tranh thế giới thứ hai
- Trận Emajõgi - 1944 - Chiến tranh thế giới thứ hai
- Tallinn Offensive- 1944 - Chiến tranh thế giới thứ hai
- Trận Porkuni - 1944 - Chiến tranh thế giới thứ hai
- Trận Avinurme - 1944 - Chiến tranh thế giới thứ hai
- Trận Tehumardi - 1944 - Chiến tranh thế giới thứ hai
- Trận Osula - 1946 - Chiến tranh Partisan
- Trận Saika - 1951 - Chiến tranh Partisan
- Trận Puutli - 1953 - Chiến tranh Partisan

## Ethiopia
- Trận Baçente - 1542
- Trận Adowa - 1895
- Trận Keren - 1941

## Phần Lan
- Trận Gangut - 1714
- Trận Tampere - 1918
- Trận Petsamo - 1939
- Trận Salla - 1939
- Trận Kollaa - 1939
- Trận Suomussalmi - 1939
- Trận Tolvajärvi - 1939
- Trận Taipale - 1939
- Trận Raate-Road - 1940
- Trận Summa - 1940
- Trận Honkaniemi - 1940
- Trận Tali-Ihantala - 1944
- Trận vịnh Viipuri - 1944
- Trận Vuosalmi - 1944
- Trận Nietjärvi - 1944
- Trận Ilomantsi - 1944
- Trận Tornio - 1944
- Trận Rovaniemi - 1944
- Trận Kuhmo

## Pháp
- Trận the Arar - 58 BC  - Gallic Wars, 58 BC - 52 BC
- Trận Bibracte - 58 BC
- Trận Vosges - 58 BC
- Trận the Axona - 57 BC
- Trận the Sabis - 57 BC (arguably a Belgian battle)
- Trận Avaricum - 52 BC
- Trận Gergovia- 52 BC
- Trận Alesia- 52 BC Julius Caesar defeats Vercingetorix
- Trận Toulouse - 721
- Trận Bouvines - 1214
- Trận Crécy - 1346 - Hundred Years' War
- Trận Poitiers - 1356 - Hundred Years' War
- Trận Auray - 1364 - Hundre Years' War
- Trận Agincourt - 1415 - Hundred Years' War
- Trận Cravant - 1423 - Hundred Years' War
- Trận Orléans - 1429 - Hundred Years' War
- Trận Patay - 1429 - Hundred Years' War
- Trận Formigny - 1450 - Hundred Years' War
- Trận Castillon - 1453 - Hundred Years' War
- Trận Dreux - 1562 - Các cuộc chiến tranh tôn giáo ở Pháp
- Trận Saint-Denis - 1567 - Các cuộc chiến tranh tôn giáo ở Pháp
- Trận Jarnac - 1569 - Các cuộc chiến tranh tôn giáo ở Pháp
- Trận La Roche-l'Abeille - 1569 - Các cuộc chiến tranh tôn giáo ở Pháp
- Trận Moncontour - 1569 - Các cuộc chiến tranh tôn giáo ở Pháp
- Trận Coutras - 1587 - Các cuộc chiến tranh tôn giáo ở Pháp
- Trận Arques - 1589 - Các cuộc chiến tranh tôn giáo ở Pháp
- Trận Ivry - 1590 - Các cuộc chiến tranh tôn giáo ở Pháp
- Trận Fontaine-Française - 1595 - Các cuộc chiến tranh tôn giáo ở Pháp
- Trận La Marfée - 1641 - Thirty Years' War
- Trận Honnecourt - 1642 - Thirty Years' War
- Trận Rocroi - 1643 - Thirty Years' War
- Trận Lens - 1648 - Thirty Years' War
- Trận Bordeaux - 1653 - Franco-Spanish War
- Trận Arras - 1654 - Franco-Spanish War
- Trận Valenciennes - 1656 - Franco-Spanish War
- Trận the Dunes - 1658 - Franco-Spanish War
- Battles of Barfleur and La Hogue - 1692 - Nine Years' War
- Trận Camaret - 1694 - Nine Years' War
- Trận Malplaquet - 1709 - Cuộc chiến tranh kế vị Tây Ban Nha
- Trận Denain - 1712 - Cuộc chiến tranh kế vị Tây Ban Nha
- Trận Valmy - 1792 - Các cuộc chiến cách mạng Pháp
- Trận Hondschoote - 1793 - Các cuộc chiến cách mạng Pháp
- Trận Wattignies - 1793 - Các cuộc chiến cách mạng Pháp
- Trận the Vosges - 1794 - Các cuộc chiến cách mạng Pháp
- Trận Montmirail - 1814 - Các cuộc chiến tranh của Napoléon
- Trận Vauchamps - 1814 - Các cuộc chiến tranh của Napoléon
- Trận Montereau - 1814 - Các cuộc chiến tranh của Napoléon
- Trận Craonne - 1814 - Các cuộc chiến tranh của Napoléon
- Trận Reims - 1814 - Các cuộc chiến tranh của Napoléon
- Trận Toulouse - 1814 - Các cuộc chiến tranh của Napoléon
- Trận Ligny - 1815 - Các cuộc chiến tranh của Napoléon
- Trận Quatre-Bras - 1815 - Các cuộc chiến tranh của Napoléon
- Trận Rocquencourt - 1815 - Các cuộc chiến tranh của Napoléon
- Trận Worth - 1870
- Trận Gravelotte - 1870
- Trận Sedan - 1870
- Trận the Frontiers - 1914 - Chiến tranh thế giới thứ nhất
- First Trận the Marne - 1914 - Chiến tranh thế giới thứ nhất
- First Trận the Aisne - 1914 - Chiến tranh thế giới thứ nhất
- Trận La Bassée - 1914 - Chiến tranh thế giới thứ nhất
- First Trận Champagne - 1914-1915 - Chiến tranh thế giới thứ nhất
- First Trận Artois - 1915-1915 - Chiến tranh thế giới thứ nhất
- Trận Neuve Chapelle - 1915 - Chiến tranh thế giới thứ nhất
- Second Trận Artois - 1915 - Chiến tranh thế giới thứ nhất
- Second Trận Champagne - 1915 - Chiến tranh thế giới thứ nhất
- Trận Loos - 1915 - Chiến tranh thế giới thứ nhất
- Third Trận Artois - 1915 - Chiến tranh thế giới thứ nhất
- Trận Verdun - 1916 - Chiến tranh thế giới thứ nhất
- Trận Delville Wood - 1916 - Chiến tranh thế giới thứ nhất
- Trận the Somme - 1916 - Chiến tranh thế giới thứ nhất
- Trận Arras - 1917 - Chiến tranh thế giới thứ nhất
- Trận Vimy Ridge - 1917 - Chiến tranh thế giới thứ nhất
- Second Trận the Aisne - 1917 - Chiến tranh thế giới thứ nhất
- Trận Messines - 1917 - Chiến tranh thế giới thứ nhất
- Trận Cambrai - 1917 - Chiến tranh thế giới thứ nhất
- Trận Dunkirk - 1940 - Chiến tranh thế giới thứ hai
- Trận France - 1940 - Chiến tranh thế giới thứ hai
- D-Day - 1944 - Chiến tranh thế giới thứ hai
- Trận Normandy - 1944 - Chiến tranh thế giới thứ hai

## Đức
- Trận rừng Teutoburg - 9 - Các cuộc chiến tranh German
- Trận sông Weser - 16 - Các cuộc chiến tranh German
- Trận Saalfeld
- Trận Jena-Auerstedt
- Trận Hemmingstedt - 1500
- Trận Leipzig - 1813 - các cuộc chiến tranh của Napoléon
- Trận Worringen - 1288 - Nổi dậy chống Giáo hội ở Cologne
- Trận Höchstädt lần thứ hai - 1704 - Chiến tranh Kế vị Tây Ban Nha
- Trận Berlin - 1760 - Chiến tranh Bảy năm
- Trận Torgau - 1760 - Chiến tranh Bảy năm
- Trận Freiberg - 1762 - Chiến tranh Bảy năm
- Trận Hohenlinden - 1800, Chiến tranh Cách mạng Pháp
- Trận Haslach-Jungingen - 1805 - Các cuộc chiến tranh của Napoléon
- Trận Elchingen - 1805 - Các cuộc chiến tranh của Napoléon
- Trận Ulm - 1805 - Các cuộc chiến tranh của Napoléon
- Trận Schleitz - 1806 - Các cuộc chiến tranh của Napoléon
- Trận Auerstaedt - 1806 - Các cuộc chiến tranh của Napoléon
- Trận Iena - 1806 - Các cuộc chiến tranh của Napoléon
- Trận Abensberg - 1809 - Các cuộc chiến tranh của Napoléon
- Trận Landshut - 1809 - Các cuộc chiến tranh của Napoléon
- Trận Eckmühl - 1809 - Các cuộc chiến tranh của Napoléon
- Trận Ratisbon - 1809 - Các cuộc chiến tranh của Napoléon
- Trận Teugen-Hausen - 1809 - Các cuộc chiến tranh của Napoléon
- Trận Lützen (1813) - Các cuộc chiến tranh của Napoléon
- Trận Dresde - 1813 - Các cuộc chiến tranh của Napoléon
- Trận Hanau - 1813 - Các cuộc chiến tranh của Napoléon
- Trận rừng Hürtgen - 1944-1945 - Chiến tranh thế giới thứ hai
- Trận Aachen - 1944 - Chiến tranh thế giới thứ hai
- Trận Berlin - 1945 - Chiến tranh thế giới thứ hai

## Hi Lạp
- Trận Matapan
- Trận Pylos
- Trận Amphipolis
- Trận Marathon - 490 BC
- Trận Salamis - 480 BC
- Trận Vromopigada
- Trận Vergas
- Siege of Missolonghi
- Trận Phaleron
- Trận Gythium
- Trận Karpenizi
- Trận Pente Pigadia
- Trận Pindus
- Trận Sorovich
- Trận Chesma
- Trận Cape Matapan
- Trận Greece
- Trận Crete
- Trận Thermopylae - 480 BC
- Trận Alamana
- Trận Gravia
- Trận Valtetsi
- Trận Doliana
- Trận Dragashani
- Trận Skuleni
- Trận Vassilika
- Trận Peta
- Trận Dervenakia
- Trận Karpenisi
- Trận Samos (1824)
- Trận Gerontas
- Trận Sphacteria (1825)
- Trận Maniaki
- Trận the Lerna Mills
- Trận Arachova
- Trận Kamatero
- Trận Navarino
- Trận Petra
- Trận Lemnos (1912)
- Trận Leros
- Trận Sarantaporo
- Trận Skra-di-Legen
- Trận Vevi (1941)
- Trận Bizani
- Trận Giannitsa
- Trận Kilkis-Lahanas

## Hungary
- Trận Muhi 1241
- Trận Mohács 1526
- Vây hãm Eger 1552
- Trận Szigetvár 1566
- Trận Saint Gotthard 1664
- Trận Buda 1686
- Trận Pakozd 1848
- Trận Schwechat 1848
- Trận Mór 1848
- Trận Kápolna 1849
- Trận Debrecen 1944
- Trận Budapest 1945
- Chiến dịch Frühlingserwachen 1945

## Ấn Độ
- Chiến tranh Kurukshetra, Mahabharat App. (3200 BC)
- Trận Hydaspes (326 BC) - Alexander Đại Đế đánh bại vua Porus
- Trận Diu (1509)
- Trận Panipat (1526) - Mughal - Các cuộc chiến tranh Afghan
- Trận Khanua 1527
- Trận Ghaghra 1529 -  Mughal -  Các cuộc chiến tranh Afghan
- Trận Panipat (1556) -  Mughal -  Các cuộc chiến tranh Afghan
- Trận Talikota - Đế chế Vijayanagara - Bahamani Sultanate
- Trận Tukaroi 1675
- Trận Swally (1612)
- Trận Saraighat 1671
- Trận Palkhed 1728
- Trận Karnal  1739
- Trận Colachel (1741)
- Trận Plassey (1757)
- Trận Panipat (1761) -  Các cuộc chiến tranh Afghan
- Trận Seringapatam - 1799
- Trận Argaon - 1803
- Trận Assaye - 1803
- Vây hãm Gawilghur - 1803
- Trận Asal Uttar - 1965 - Chiến tranh Ấn Độ-Pakistan năm 1965
- Trận Longewala - 1971 - Chiến tranh Ấn Độ-Pakistan năm 1971
- Trận Tololing - 1999 - Chiến tranh Kargil

## Indonesia
- Trận Ganter - 1222
- Chiến tranh Mông Cổ - 1293
- Trận Bubat - 1357
- Chiến tranh Diponegoro - 1825
- Chiến tranh Padri - 1821 - 1837
- Chiến tranh Aceh - 1870 to 1910
- Puputan Badung - 1906
- Puputan Klungkung - 1908
- Trận Java Sea - 27/02/1942 tới 1/03/1942
- Trận Surabaya - Tháng 10 tới 11 năm 1945
- Trận Medan Area - 10/12/1945
- Trận Ambarawa - 20/11/1945
- Bandung Lautan Api (Các ngọn lửa của biển Bandung) - 24/03/1946
- Tấn công chính (Serangan Umum) - 1/03/1949
- Trận Hải quân biển Arafura - 1962

## Iraq
- Trận Gaugamela 331 BC - Chiến tranh quyết định của Alexander Đại đế với Darius III
- Chiến tranh Iran-Irắc, 1980–1988
- Xâm lược Kuwait, 1990
- Chiến tranh vùng vịnh, 1990–1991
- Chiến tranh Iraq

## Israel
- Cuộc vây hãm Jaffa - 1799, Chiến tranh Cách mạng Pháp

## Ý
- Trận Montaperti - 1260
- Trận Fornovo - 1495
- Trận Loano - 1795, Chiến tranh Cách mạng Pháp
- Trận Lodi - 1796, Chiến tranh Cách mạng Pháp
- Trận Mondovi - 1796, Chiến tranh Cách mạng Pháp
- Trận cầu Arcole - 1796, Chiến tranh Cách mạng Pháp
- Trận Rivoli - 1797, Chiến tranh Cách mạng Pháp
- Trận Trebia (1799)
- Trận Novi (1799)
- Trận Marengo - 1800, Chiến tranh Cách mạng Pháp
- Trận Caldiero - 1805, Các cuộc chiến tranh của Napoléon
- Trận Solferino
- Trận sông Piave
- Trận Anzio
- Trận Salerno
- Trận Monte Cassino

## Nhật
- Trận Kawanakajima - 1553, 1555, 1557, 1561, 1564
- Trận Okehazama- 1560
- Trận Nagashino- 1575
- Trận Sekigahara - 1600
- Chiến dịch Osaka - 1615
- Trận Tsushima - 1905 - Chiến tranh Nga-Nhật
- Trận Iwo Jima - 1945 - Chiến tranh thế giới thứ hai
- Trận Okinawa - 1945 - Chiến tranh thế giới thứ hai

## Triều Tiên
- Trận Pusan Perimeter
- Trận Incheon
- Trận sông Ch'ongch'on
- Trận Chosin Reservoir
- Trận sông Imjin
- Trận Kapyong
- Trận Hook
- Trận Heartbreak Ridge

## Lào
- Trận vùng Lima 85 - 1968 - Chiến tranh Việt Nam

## Latvia
- Trận Cēsis - 1210
- Trận Turaida - 1211
- Trận Riga - 1215
- Trận Durbe - 1260
- Trận Aizkraukle - 1279
- Trận Turaida - 1298
- Trận Ergeme - 1560 - Chiến tranh Livonia
- Trận Kircholm - 1605 - Chiến tranh Ba Lan-Thụy Điển giai đoạn 1600-1611
- Trận Cēsis - 1919 - Estonia và Chiến tranh giải phóng Latvia
- Trận Daugavpils - 1919 - Chiến tranh giải phóng Latvia

## Liban
- Trận Amioun

## Lithuania
- Trận Saule - 1236
- Trận Skuodas - 1259
- Trận Strėva - 1348
- Trận Pabaiskas - 1435
- Trận Vilnius - 1655
- Trận Werki - 1658
- Trận Wilno - 1939
- Trận Raseiniai - 1941

## Madagascar
- Trận Madagascar - 1942 - Chiến tranh thế giới thứ hai
- Malagasy Uprising - 1947

## Manchuria
- Trận Sarhū

## Quần đảo Marshall
- Trận Tarawa

## Mông Cổ
- Đế chế Mông Cổ 1206-1405
  - Mông Cổ xâm lược Trung Á - 1218
  - Mông Cổ xâm lược Nga - 1223
  - Trận sông Kalka - 1223
- Trận Halhin Gol - 1939

## Maroc
- Trận Alcazarquivir - 1578
- Trận Tetuan - 1860

## Myanmar
- Trận Ngasaunggyan - 1277
- Trận Bhamo - 1283
- Trận Pagan - 1287
- Forty Years' War - 1385–1424
- Luchuan–Pingmian Campaigns - 1436–1449
- First Anglo-Burmese War - 1823–1826
  - Trận Danubyu - ngày 2 tháng 4 năm 1825
  - Trận Prome - November 1825
- Second Anglo-Burmese War - 1852
- Third Anglo-Burmese War - 1885–1887
- Japanese conquest of Burma - January–May 1942
  - Trận Bilin River - 14–ngày 18 tháng 2 năm 1942
  - Trận Sittang Bridge - 19–ngày 23 tháng 2 năm 1942
  - Trận Pegu - 3–ngày 7 tháng 3 năm 1942
  - Trận Taukkyan Roadblock - 7–ngày 8 tháng 3 năm 1942
  - Trận Tachiao - 18–ngày 19 tháng 3 năm 1942
  - Trận Toungoo -  19–ngày 29 tháng 3 năm 1942
  - Trận Oktwin - 20–ngày 23 tháng 3 năm 1942
  - Trận Toungoo - 24–ngày 30 tháng 3 năm 1942
  - Trận Yedashe - 5–ngày 8 tháng 4 năm 1942
  - Trận Szuwa River - 10–ngày 16 tháng 4 năm 1942
  - Trận Yenangyaung - 11–ngày 19 tháng 4 năm 1942
  - Trận Mawchi and Bato - Early April 1942
  - Trận Bawlake - ngày 17 tháng 4 năm 1942
  - Trận Shwedaung - 1942
  - Trận Prome (1942) - 1942
  - Trận Pyinmana - 17–ngày 20 tháng 4 năm 1942
  - Trận Loikaw - ngày 20 tháng 4 năm 1942
  - Trận Hopong - Taunggyi - 20–ngày 24 tháng 4 năm 1942
  - Trận Loilem - ngày 25 tháng 4 năm 1942
  - Trận Lashio - ngày 29 tháng 4 năm 1942
  - Trận Hsenwe - ngày 1 tháng 5 năm 1942
  - Trận Salween River - 6–ngày 31 tháng 5 năm 1942
  - Trận Hsipaw-Mogok Highway - ngày 23 tháng 5 năm 1942
- Burma Campaign 1942-1943 - June 1942–December 1943
  - Arakan Campaign 1942–1943 - December 1942–May 1943
  - First Chindit Expedition - 8 February–late April 1943
  - Trận Yupang - October–December 1943
- Burma Campaign 1944 - January–November 1944
  - Trận Lashio - January 1944
  - Trận the Admin Box - 5–ngày 23 tháng 2 năm 1944 (also known as the Trận Ngakyedauk or the Trận Sinzweya)
  - Second Chindit Expedition - 5 February–ngày 17 tháng 8 năm 1944
  - Trận Maingkwan - February-ngày 5 tháng 3 năm 1944
  - Trận Mogaung - March 1944
  - Trận Imphal - 8 March–ngày 3 tháng 7 năm 1944
  - Trận Sangshak - 20–ngày 26 tháng 3 năm 1944
  - Trận Kohima - 4 April–ngày 22 tháng 6 năm 1944
  - Trận Myitkyina - April–August 1944
- Burma Campaign 1944-1945 - November 1944–July 1945
  - Trận Mongyu - December 1944-January 1945
  - Trận Ramree Island - 21 January–ngày 20 tháng 2 năm 1945
  - Trận Meiktila and Mandalay - January–March 1945 (also known as the Trận Central Burma)
  - Trận Pokoku and Irrawaddy River operations - 4 February–ngày 13 tháng 5 năm 1945
  - Trận Lashio - March 1945
  - Trận Hsipaw - March 1945
  - Battle for Pegu - 27–ngày 30 tháng 4 năm 1945
  - Trận Elephant Point - 1–ngày 2 tháng 5 năm 1945

## Namibia
- Trận Waterberg - 1904

## Hà Lan
- Trận Vlaardingen - 1018
- Trận Heiligerlee - 1568
- Cuộc vây hãm Haarlem - 1572
- Cuộc vây hãm Alkmaar - 1573
- Trận Zuiderzee - 1573
- Trận Mookerheyde - 1573
- Cuộc vây hãm Breda - 1581
- Cuộc vây hãm Maastricht - 1673
- Trận Castricum - 1799
- Trận Bergen - 1799
- Cuộc viễn chinh của Walcheren - 1809
- Trận Grebbeberg - 1940
- Trận Afsluitdijk - 1940
- Chiến dịch Market Garden - 1944
- Trận Overloon - 1944
- Trận Scheldt - 1944

## New Zealand
- Trận Ohaeawai - 1845

## Nicaragua
- Trận Rivas - 1856

## Na Uy
- Trận Hafrsfjord - thế kỉ thứ 9 hoặc 10
- Trận Neaje - 1015 hay 1016
- Trận Stiklestad - 1030
- Trận Drøbak Sound - 1940
- Trận Narvik - 1940
- Trận Midtskogen - 1940
- Trận Dombås - 1940
- Chiến dịch Namsos - 1940
- Trận Åndalsnes - 1940
- Trận Hegra Fortress - 1940
- Trận Vinjesvingen - 1940
- Trận North Cape - 1943

## Pakistan
- Trận sông Hydaspes - 326 BC (sau đó Pakistan cổ đại, một phần của Đế chế Ba Tư)
- Vây hãm Multan (1848)
- Trận Kineyree (1848)
- Trận Ramnagar (1848)
- Trận Sadullapur
- Trận Chilianwala (1849)
- Trận Gujrat (1849)
- Trận Chawinda - 1965
- Trận Miani - 1843 (sau đó Đế chế Ấn Độ)
- Trận Basantar - 1971 - Chiến tranh Ấn Độ-Pakistan năm 1971

## Papua New Guinea
- Trận Milne Bay - 1942
- Trận Savo Island - 1942
- Trận Buna-Gona - 1942
- Trận biển Bismarck - 1943

## Peru
- Trận Quipaipan - 1532 - Nội chiến Inca
- Trận Cajamarca - 1532 - Tây Ban Nha chinh phục Peru
- Trận Cuzco - 1533 - Tây Ban Nha chinh phục Peru
- Trận Las Salinas - 1538 - Tây Ban Nha chinh phục Peru
- Trận Junín - 1824 - Chiến tranh giải phóng Peru
- Trận Ayacucho - 1824 - Chiến tranh giải phóng Peru
- Trận Yungay - 1839 - Chiến tranh của Liên đoàn
- Trận Callao - 1866 - Chiến tranh đảo Chincha
- Trận Miraflores - 1881 - Chiến tranh Thái Bình Dương
- Trận Callao - 1881 - Chiến tranh Thái Bình Dương
- Trận La Concepción - 1882 - Chiến tranh Thái Bình Dương
- Trận Huamachuco - 1883 - Chiến tranh Thái Bình Dương

## Philippines
- Trận Mactan (1521)
- Trận Tirad Pass (1899)
- Trận Bataan (1942)
- Trận Corregidor (1942)
- Trận biển Philippine (1944)
- Trận Leyte Gulf (1944)
- Trận Leyte (1944)

## Ba Lan
- Trận Albuera - 1811
- Trận Codrii Cosminului - 1497
- Trận Czestochowa - 1655
- Trận Dobrynichi - 1605
- Trận Głogów - 1109
- Trận Hundsfeld - 1109
- Trận Iganie - 1831
- Trận Kock (1809)
- Trận Kolding (1658)
- Trận Naklo - 1109
- Trận Nasielsk - 1920
- Trận Ostroleka (1807)
- Trận Ostroleka (1831)
- Trận Prostki - 1656
- Trận Berestechko - 1651
- Trận Bereza Kartuska (1919)
- Trận Boryspil - 1920
- Trận Brześć Litewski - 1939
- Trận Bystrzyk - 1920
- Trận the Bzura - 1939
- Trận Cedynia - 972
- Trận Grotnik - 1439
- Trận Grunwald (also Trận Tannenberg)
- Trận Swiecin (also Trận Zarnowiec)
- Trận Tannenberg (1914)
- Trận Auerstaedt - 1806 - Các cuộc chiến tranh đế chế Napoléon
- Trận Cedynia - 972 - Chiến tranh Đức-Ba Lan thứ nhất
- Trận Eylau - 1807 - Các cuộc chiến tranh đế chế Napoléon
- Trận Grotnik - 1439 - Nổi loạn Ba Lan
- Trận Grunwald - 1410
- Trận Hohenlinden (1800) - Các cuộc chiến tranh cách mạng Pháp
- Trận Kluszyn - 1610, Ba La đánh bại Nga trong suốt Thời kì khó khăn ở Nga.
- Trận Leuthen - 1757 - Chiến tranh Bảy năm
- Trận Zorndorf - 1757 - Chiến tranh Bảy năm
- Trận Kunersdorf - 1759 - Chiến tranh Bảy năm
- Trận Liegnitz - 1760 - Chiến tranh Bảy năm
- Trận Burkersdorf - 1762 - Chiến tranh Bảy năm
- Massacre of Praga - 1794
- Trận Heilsberg - 1807- Các cuộc chiến tranh của Napoléon
- Trận Pultusk - 1806
- Trận Raszyn - 1809 - Các cuộc chiến tranh của Napoléon
- Trận Schwetz - xem Trận Swiecin
- Trận Swiecin (a.k.a. Schwetz, Zarnowiec) - 1462 - Chiến tranh 13 năm
- Trận Tannenberg (1410) - Sự trỗi dậy của Ba Lan
- Trận Vauchamps - 1814 - Các cuộc chiến tranh đế chế Napoléon
- Trận Warsaw (1656), trong suốt Các cuộc chiến phía Bắc
- Trận Warsaw (1831), trong suốt cuộc nổi dậy của Ba Lan chống lại Nga
- Trận Vedrosha - 1503
- Trận Tannenberg (1914)
- Trận Vistula sông Warsaw, trong suốt Chiến tranh thế giới thứ nhất
- Trận Warsaw (1920), trong suốt chiến tranh Ba Lan-Nga
- Trận Warsaw (1939), ở đầu Chiến tranh thế giới thứ hai
- Trận Kock (1944), chiến đấu trong suốt Chiến dịch Tempest: Chiến tranh thế giới thứ hai
- Cuộc nởi dậy Warsaw, gần kết thúc Chiến tranh thế giới thứ hai

## Bồ Đào Nha
- Trận Alcântara
- Trận Alfarrobeira - 1449
- Trận Aljubarrota - 1385
- Trận Atoleiros - 1384
- Trận Vimeiro - 1808 - Các cuộc chiến tranh của Napoléon
- Trận Rolica - 1808 - Các cuộc chiến tranh của Napoléon
- Vây hãm Almeida - 1810 - Các cuộc chiến tranh của Napoléon
- Trận Buçaco - 1810 - Các cuộc chiến tranh của Napoléon
- Trận mũi thánh Vincent - 1833
- Trận the Lines of Elvas - 1659
- Trận Grijó - 1809
- Vây hãm Lisbon - 1147
- Trận Oporto - 1809
- Trận Ourique - 1139
- Trận São Mamede - 1128

## Romania
- Trận Tapae - 87 - Domitian's Dacian War
- Trận Adamclisi - 92
- Trận Tapae thứ hai - 101 - Trajan's Dacian Wars
- Trận Adamclisi - 101-102 - Trajan's Dacian Wars
- Trận Gatae - 103 - Trajan's Dacian Wars
- Trận Sarmisegetusa - 106 - Trajan's Dacian Wars
- Trận Posada - 1330
- Trận Karanovasa - 1394
- Trận Rovine - 1395
- Trận Sibiu - 1442 - Ottoman-Hungarian Wars
- The Night Attack - 1462
- Trận Baia - 1467
- Trận Vaslui - 1475 - Moldavian–Ottoman Wars
- Trận Războieni - 1476 - Moldavian–Ottoman Wars
- Siege of Cetatea Neamţului - 1476
- Trận Breadfield - 1479 - Ottoman–Hungarian Wars
- Trận Codrii Cosminului - 1497
- Trận Călugăreni - 1595 - The Long War
- Trận Şelimbăr - 1599 - The Long War
- Trận Mirăslău - 1600 - The Long War
- Trận Guruslău - 1601 - The Long War
- Trận Braşov - 1603 - The Long War
- Trận Ţuţora - 1620 - Moldavian Magnate Wars
- Trận Finta - 1653
- Trận Lugos - 1695 - Great Turkish War
- Pruth River Campaign - 1711
- Trận Larga - Russo-Turkish War of 1768–1774
- Trận Karánsebes - 1788 - Austro-Turkish War of 1787–1791
- Trận Focşani - 1789 - Russo–Turkish War of 1787–1792
- Trận Rymnik - 1789 - Russo–Turkish War of 1787–1792
- Trận Măcin - 1791 - Russo–Turkish War of 1787–1792
- Trận the Danube - 1812 - Russo-Turkish War of 1806-1812
- Trận Segesvár - 1849 - Hungarian Revolution of 1848
- Trận Temesvár - 1849 - Hungarian Revolution of 1848
- Trận Olteniţa - 1853 - Crimean War
- Trận Cetate - 1853-1854 - Crimean War
- Trận Transilvania - 1916 - Chiến tranh thế giới thứ nhất
- Trận Turtucaia - 1916 - Chiến tranh thế giới thứ nhất
- First Trận Cobadin - 1916 - Chiến tranh thế giới thứ nhất
- Flămânda Offensive - 1916 - Chiến tranh thế giới thứ nhất
- Second Trận Cobadin - 1916 - Chiến tranh thế giới thứ nhất
- Trận Bucharest - 1916 - Chiến tranh thế giới thứ nhất
  - Prunaru Charge
  - Trận the Argeş
- First Trận Oituz - 1916 - Chiến tranh thế giới thứ nhất
- Trận Mărăşti - 1917 - Chiến tranh thế giới thứ nhất
- Second Trận Oituz - 1917 - Chiến tranh thế giới thứ nhất
- Trận Mărăşeşti - 1917 - Chiến tranh thế giới thứ nhất
- Uman–Botoşani Offensive - 1944 - Chiến tranh thế giới thứ hai
- First Jassy-Kishinev Offensive - 1944 - Chiến tranh thế giới thứ hai
  - First Trận Târgu Frumos - 1944 - Chiến tranh thế giới thứ hai
  - Trận Podu Iloaiei - 1944 - Chiến tranh thế giới thứ hai
  - Second Trận Târgu Frumos - 1944 - Chiến tranh thế giới thứ hai
- Second Jassy-Kishinev Offensive - 1944 - Chiến tranh thế giới thứ hai
- Trận Turda - 1944 - Chiến tranh thế giới thứ hai
- Trận Păuliş - 1944 - Chiến tranh thế giới thứ hai

## Nga
- Trận the Neva - 1240
- Trận hồ Peipus - 1242
- Trận cánh đồng Snipes - 1380
- Trận Vedrosha - 1500
- Trận Molodi - 1572
- Vây hãm Pskov - 1581-1582
- Trận Kluszyn - 1610
- Trận Gross-Jagersdorf - 1757
- Trận Eylau - 1807
- Trận Friedland - 1807
- Trận Smolensk (1812)
- Trận Borodino - 1812
- Trận Maloyaroslavets - 1812
- Trận hồ Khasan - 1939
- Trận Moscow - 1941
- Vây hãm Leningrad - 1941-43
- Trận Stalingrad - 1942-1943
- Các cuộc chiến của Rzhev - 1942-43
- Trận Kursk - 1943
- Trận Prokhorovka - 1943
- Hành quân Bagration - 1944
- Trận Grozny (11/1994)
- Trận Dolinskoye - 1994
- Trận Khankala - 1994
- Trận Grozny (1994–1995)
- Trận Grozny (August 1996)
- Trận Grozny (1999–2000)
- Trận cao điểm 776 - 2000
- Trận Komsomolskoye - 2000
- Trận Vedeno (2001) - 2001

## Ả Rập Saudi
- Trận Yanbu 1811 - Ottoman nắm quyền kiểm soát Yanbu
- Trận Al-Safra 1812 - Saudis defeat Ottomans in Al-Safra valley.
- Trận Medina (1812) - Ottoman nắm quyền kiểm soát Medina
- Ottoman trở về Mecca 1813.
- Trận Jeddah (1813) - Ottoman nắm quyền kiểm soát Jeddah.
- Nejd Expedition 1817 - Ottoman chinh phục vùng Nejd.
- Vây hãm Diriyah 1818 - Ottoman tàn phá Diriyah. Kết thúc Nhà nước Ả rập đầu tiên.
- Trận Mulayda 09/29/1890 - Quân Rashidi kết thúc Nhà nước Ả rập thứ hai.
- Trận Riyadh (1902) - Ibn Saud bắt lại Riyadh từ Rashidis.
- Trận Dilam (1903) - Ibn Saud chiến thắng trên Rashidis.
- Trận Bekeriyah (1904) - Ibn Saud chiến thắng trên Rashidis.
- Trận Shinanah (1904) - Ibn Saud chiến thắng trên Rashidis.
- Trận Rawdat Muhanna (1906) - Ibn Saud chiến thắng trên Rashidis.
- Trận Tarafiyah (1907) - Ibn Saud chiến thắng trên Rashidis.
- Trận Mecca (1924) - Ibn Saud chiếm Mecca.
- Trận Jeddah (1925) - Ibn Saud chiếm Jeddah và kết thúc Vương quốc Hejaz.
- Trận Khafji (1991) - Quân Ả rập, Qatari và American nắm quyền kiểm soát Khafji từ Iraq.

## Scotland
- Trận Mons Graupius - 84 - Roman defeat of the Caledonians
- Trận Degsastan - 603 - Æthelfrith of Bernicia defeated Áedán mac Gabráin King of Dál Riada.
- Trận Dun Nechtain - 685 - The Picts defeat the Northumbrians (also known as Dunnichen/Nechtansmere)
- Trận Dollar - 865 - The Danes defeat the men of Alba
- Trận Brunanburh - 937
- Trận Bands - 962 - Scots defeat the Danes
- Trận Carham - 1018
- Trận Lumphanan - 1057
- Trận Stracathro - 1130
- Trận Renfrew - 1164
- Trận Mam Garvia - 1187 - Lochlann, Lord of Galloway defeats Domnall Meic Uilleim
- Trận Largs - 1263 - Inconclusive 'battle' fought between the Scots and Norwegians (Scottish–Norwegian War)
- Trận Dunbar (1296) Part Of the First War of Scottish Independence
- Trận Stirling Bridge - 1297 - Part Of the First War of Scottish Independence
- Trận Falkirk (1298) - Part Of the First War of Scottish Independence
- Trận Roslin - 1303 - Part Of the First War of Scottish Independence
- Trận Happrew (1304) - Part Of the First War of Scottish Independence
- Trận Dalrigh - 1306 - Part Of the First War of Scottish Independence
- Trận Methven - 1306 - Part Of the First War of Scottish Independence
- Trận Glen Trool - 1307 - Part Of the First War of Scottish Independence
- Trận Loudon Hill - 1307 - Part Of the First War of Scottish Independence
- Trận Slioch 1307 - Part Of the First War of Scottish Independence
- Trận Inverurie (1308) - Part Of the First War of Scottish Independence
- Trận Pass of Brander - 1308 - Part Of the First War of Scottish Independence
- Trận Bannockburn 1314
- Trận Annan 1332 - Part Of the Second War of Scottish Independence
- Trận Dupplin Moor 1332 - Part Of the Second War of Scottish Independence
- Trận Dornock - 1333 -  Part Of the Second War of Scottish Independence
- Trận Boroughmuir - 1335 - Part Of the Second War of Scottish Independence
- Trận Culblean 1335 - Part Of the Second War of Scottish Independence
- Trận Drumlui 1337 - Scottish clan battle
- Trận Invernahavon 1386 - Scottish clan battle
- Trận the North Inch 1396 - Scottish clan battle
- Trận Nesbit Moor 1402
- Trận Harlaw 1411
- Trận Corpach 1429 - Scottish clan battle
- Trận Inverlochy (1431)
- Trận Piperdean 1436
- Trận Sark 1448
- Trận Bealach nam Broig 1452
- Trận Arkinholm 1455
- Trận Bloody Bay 1480 or 1483 Scottish clan battle
- Trận Lochmaben Fair 1484
- Trận Auldicharish 1487 - Scottish clan battle
- Trận Sauchieburn 1488
- Trận Blar Na Pairce 1491 - Scottish clan battle
- Trận Drumchatt 1497 - Scottish clan battle
- Trận Solway Moss 1542
- Trận the Shirts 1544 - Scottish clan battle
- Trận Ancrum Moor 1545
- Trận Pinkie Cleugh 1547
- Trận Corrichie 1562 - Mary, Queen of Scots Civil Wars
- Trận Carberry Hill 1567 - Mary, Queen of Scots Civil Wars
- Trận Langside 1568 - Mary, Queen of Scots Civil Wars
- Trận Glenlivet 1594
- Trận Coire Na Creiche 1601 - Scottish clan battle
- Trận Morar 1602 - Scottish clan battle
- Trận Glen Fruin 1603 - Scottish clan battle
- Trận Aberdeen 1644 - Part of The Wars of the Three Kingdoms
- Trận Tippermuir 1644 - Part of The Wars of the Three Kingdoms
- Trận Alford 1645 - Part of The Wars of the Three Kingdoms
- Trận Annan Moor - 1645 Part of The Wars of the Three Kingdoms
- Trận Auldearn 1645 - Part of The Wars of the Three Kingdoms
- Trận Inverlochy (1645) - Part of The Wars of the Three Kingdoms
- Trận Kilsyth - 1645 - Part of The Wars of the Three Kingdoms
- Trận Philiphaugh 1645 - Part of The Wars of the Three Kingdoms
- Trận Mauchline Muir 1648
- Trận Stirling (1648)
- Trận Carbisdale (1650)
- Trận Hamilton 1650
- Trận Dunbar (1650)
- Trận Invercarron 1650
- Trận Inverkeithing 1651
- Trận Dalnaspidal 1654
- Trận Rullion Green 1666
- Trận Drumclog (1679)
- Trận Bothwell Brig (1679)
- Trận Mulroy 1688 - Scottish clan battle
- Trận Dunkeld 1689
- Trận Killiecrankie 1689
- Trận Cromdale 1690
- Trận Sherrifmuir (1715)
- Trận Glen Shiel (1719)
- Trận Prestonpans 1745
- Trận Culloden 1746

## Serbia
- Trận the Margus 285
- Trận Kosovo 1389
- Trận Kosovo thứ hai 1448
- Trận Cer 1914
- Trận Kolubara 1914
- Trận Morava 1915
- Trận Kosovo (1915) 1915
- Trận Ovche Pole 1915

## Slovenia
- Trận Dražgoše - 1942
- Trận Osankarica
- Trận Castle Turjak - 1943
- Trận Nanos - 1942
- Trận Trieste
- Trận Poljana - 1945
- Trận Caporetto - 1917

## Nam Phi
- Trận Muizenberg - 1795
- Trận Blaauwberg - 1806
- Trận Blood River - 1838
- Trận Magango - 1840
- Trận Isandlwana - 1879 - Chiến tranh Anglo-Zulu
- Trận Rorke's Drift - 1879 - Chiến tranh Anglo-Zulu
- Trận Intombe - 1879 - Chiến tranh Anglo-Zulu
- Trận Hlobane - 1879 - Chiến tranh Anglo-Zulu
- Trận Kambula - 1879 - Chiến tranh Anglo-Zulu
- Trận Gingindlovu - 1879 - Chiến tranh Anglo-Zulu
- Siege of Eshowe - 1879 - Chiến tranh Anglo-Zulu
- Trận Ulundi - 1879 - Chiến tranh Anglo-Zulu
- Action at Bronkhorstspruit - 1880 - First Boer War
- Trận Laing's Nek - 1881 - First Boer War
- Trận Majuba Hill - 1881 - First Boer War
- Trận Schuinshoogte - 1881 - First Boer War
- Trận Talana Hill - 1899 - Chiến tranh Boer thứ hai
- Trận Elandslaagte - 1899 - Chiến tranh Boer thứ hai
- Trận Stormberg - 1899 - Chiến tranh Boer thứ hai
- Trận Magersfontein - 1899 - Chiến tranh Boer thứ hai
- Trận Colenso - 1899 - Chiến tranh Boer thứ hai
- Trận Modder River - 1899 - Chiến tranh Boer thứ hai
- Trận Faber's Put - 1900 - Chiến tranh Boer thứ hai
- Siege of Kimberley - 1899-1900 - Chiến tranh Boer thứ hai
- Siege of Ladysmith - 1899-1900 - Chiến tranh Boer thứ hai
- Siege of Mafeking - 1899-1900 - Chiến tranh Boer thứ hai
- Trận Sanna's Post - 1900 - Chiến tranh Boer thứ hai
- Trận Spion Kop - 1900 - Chiến tranh Boer thứ hai
- Trận Witpoort - 1900 - Chiến tranh Boer thứ hai
- Trận Paardeberg - 1900 - Chiến tranh Boer thứ hai

## Tây Ban Nha
- Trận the Upper Baetis - 211 BC - Second Punic War
- Trận Baecula - 208 BC - Second Punic War
- Trận Ilipa - 206 BC - Second Punic War
- Trận Ilerda - 49 BC - Caesar's civil war
- Trận Munda - 45 BC - Caesar's civil war
- Trận Guadalete - 711
- Trận Covadonga - 722 - Reconquista
- Trận Roncevaux Pass - 778 - Reconquista
- Trận Simancas - 939 - Reconquista
- Trận Atapuerca - 1054 - Reconquista
- Trận Graus - 1063 - Reconquista
- Trận Sagrajas - 1086 - Reconquista
- Trận Uclés - 1108 - Reconquista
- Trận Jerez - 1231 - Reconquista
- Trận Alarcos - 1195 - Reconquista
- Trận Navas de Tolosa - 1212 - Reconquista
- Trận Rio Salado - 1340 - Reconquista
- Trận Ceuta - 1415
- Trận Pampeluna - 1521
- Trận Montijo - 1644 - Portuguese Restoration of Independence War
- Trận Almansa - 1707 - Cuộc chiến tranh kế vị Tây Ban Nha
- Trận Almenar - 1710 - Cuộc chiến tranh kế vị Tây Ban Nha
- Trận Saragossa - 1710 - Cuộc chiến tranh kế vị Tây Ban Nha
- Trận Brihuega - 1710 - Cuộc chiến tranh kế vị Tây Ban Nha
- Trận Villaviciosa - 1710 - Cuộc chiến tranh kế vị Tây Ban Nha
- Siege of Saragossa (1808) - Các cuộc chiến tranh của Napoléon
- Trận Medina del Rio Seco - 1808 - Các cuộc chiến tranh của Napoléon
- Trận Bailén - 1808 - Các cuộc chiến tranh của Napoléon
- Trận Pancorbo - 1808 - Các cuộc chiến tranh của Napoléon
- Trận Valmaceda - 1808 - Các cuộc chiến tranh của Napoléon
- Trận Burgos - 1808 - Các cuộc chiến tranh của Napoléon
- Trận Espinosa - 1808 - Các cuộc chiến tranh của Napoléon
- Trận Tudela - 1808 - Các cuộc chiến tranh của Napoléon
- Trận Somosierra - 1808 - Các cuộc chiến tranh của Napoléon
- Second Siege of Saragossa - 1808 - Các cuộc chiến tranh của Napoléon
- Siege of Gerona - 1808 - Các cuộc chiến tranh của Napoléon
- Trận Uclés - 1809 - Các cuộc chiến tranh của Napoléon
- Trận Corunna - 1809 - Các cuộc chiến tranh của Napoléon
- Trận Ciudad-Real - 1809 - Các cuộc chiến tranh của Napoléon
- Trận Medellín - 1809 - Các cuộc chiến tranh của Napoléon
- Trận Oporto - 1809 - Các cuộc chiến tranh của Napoléon
- Trận Talavera - 1809 - Các cuộc chiến tranh của Napoléon
- Trận Alcañiz - 1809 - Các cuộc chiến tranh của Napoléon
- Trận Tamames - 1809 - Các cuộc chiến tranh của Napoléon
- Siege of Gerona - 1809 - Các cuộc chiến tranh của Napoléon
- Trận Ocana - 1809 - Các cuộc chiến tranh của Napoléon
- Trận Alba de Tormes - 1809 - Các cuộc chiến tranh của Napoléon
- Trận Fuengirola - 1810 - Các cuộc chiến tranh của Napoléon
- Trận Albuera - 1811 - Các cuộc chiến tranh của Napoléon
- Siege of Burgos - 1812 - Các cuộc chiến tranh của Napoléon
- Trận Badajoz (1812) - Các cuộc chiến tranh của Napoléon
- Trận Salamanca - 1812 - Các cuộc chiến tranh của Napoléon
- Trận Vitoria - 1813 - Các cuộc chiến tranh của Napoléon
- Trận Badajoz (1936) - Nội chiến Tây Ban Nha
- Trận Guadalajara - 1937 - Nội chiến Tây Ban Nha
- Trận El Mazuco - 1937 - Nội chiến Tây Ban Nha
- Trận the Ebro - 1938 - Nội chiến Tây Ban Nha

## Thụy Điển
- Battle at Lake Vænir - Không biết
- Trận Brávellir - 750
- Trận Axtorna - 1565 - Chiến tranh phương Bắc 7 năm
- Trận Stångebro - 1598 - Chiến tranh chống lại Sigismund
- Trận Öland - 1676 - Chiến tranh Scania
- Trận Halmstad - 1676 - Chiến tranh Scania
- Trận Lund - 1676 - Chiến tranh Scania
- Trận Landskrona - 1677 - Chiến tranh Scania
- Trận Stäket - 1719 - Chiến tranh phương Bắc vĩ đại
- Trận Ratan và Sävar - 1809 - Chiến tranh Phần Lan

## Thái Lan
- Trận Bang Rajan

## Thổ Nhĩ Kỳ
- Trận Ankara
- Trận Granicus - Trận đánh đầu tiên của Alexandros Đại đế ở Ba Tư
- Trận Issus - 333 trước Công nguyên - Alexandros Đại đế đánh bại Darius III của Ba Tư
- Trận Manzikert
- Cuộc vây hãm Constantinopolis (717-718)
- Thập tự chinh thứ tư
- Trận Dorylaeum (1097)
- Trận Dorylaeum (1147)
- Cuộc vây hãm Constantinopolis (1453)
- Trận Chesma - 1770
- Trận Sinop - 1853

## Ukraina
- Trận sông Alta - 1015
- Trận sông Stugna - 1093
- Trận sông Kalka - 1223
- Trận Blue Waters - 1362
- Trận sông Vorskla - 1399
- Trận Zhovti Vody - 1648
- Trận Berestechko - 1651
- Trận Poltava - 1709
- Trận Khotyn - 1739
- Trận Kinburn - 1787
- Trận Alma - 1854
- Trận Balaclava - 1854
- Trận Inkerman - 1854
- Trận Malakoff - 1855
- Cuộc tổng tấn công của Brusilov - 1916
- Trận Zborov - 1917
- Trận Bakhmach - 1918
- Vây hãm Odessa - 1941
- Trận Kharkov đầu tiên - 1941
- Trận Sevastopol - 1941-1942
- Trận Kharkov thứ hai - 1942
- Trận Kharkov thứ ba - 1943
- Trận Kharkov thứ tư - 1943

## Vương quốc Anh
Xem England, Ireland, Scotland và Wales trong bài viết này.

## Hoa Kỳ
- Trận Aleutian Islands - Chiến tranh thế giới thứ hai
- Trận Bunker Hill - 1775 - Chiến tranh Cách mạng Mỹ
- Trận Brandywine - 1777 - Chiến tranh Cách mạng Mỹ
- Trận Camden - 1780 - Chiến tranh Cách mạng Mỹ
- Trận Baltimore - 1814 - War of 1812
- Trận Ball's Bluff - 1861 - Nội chiến Hoa Kỳ
- Trận Athens (Missouri) - 1861 - Nội chiến Hoa Kỳ
- Trận Belmont - 1861 - Nội chiến Hoa Kỳ
- Trận Big Bethel - 1861 - Nội chiến Hoa Kỳ
- Trận Blackburn's Ford - 1861 - Nội chiến Hoa Kỳ
- Trận Boonville - 1861 - Nội chiến Hoa Kỳ
- Trận Aquia Creek - 1861 - Nội chiến Hoa Kỳ
- Trận Antietam - 1862 - Nội chiến Hoa Kỳ
- Trận Bayou Fourche - 1863 - Nội chiến Hoa Kỳ
- Trận Athens (Alabama) - 1864 - Nội chiến Hoa Kỳ
- Trận Appomattox Courthouse - 1865 - Nội chiến Hoa Kỳ
- Trận Carnifex Ferry - 1861 - Nội chiến Hoa Kỳ
- Trận Carthage (Missouri) - 1861 - Nội chiến Hoa Kỳ
- Trận Chancellorsville Virginia - 1863 - Nội chiến Hoa Kỳ
- Trận the Chesapeake
- Trận Cheat Mountain [West] Virginia - 1861 - Nội chiến Hoa Kỳ
- Trận Chickamauga - 1861 - Nội chiến Hoa Kỳ
- Trận Chickasaw Bayou - 1862 - Nội chiến Hoa Kỳ
- Trận Church house - 1864 - Nội chiến Hoa Kỳ
- Trận Concord - 1775 - Chiến tranh Cách mạng Mỹ
- Trận Cowpens
- Trận Craney Island
- Trận Crown Point
- Trận Cumberland Church
- Battles of Dalton - 1864 - Nội chiến Hoa Kỳ
- Trận Drewry's Bluff
- Trận Dry Wood Creek
- Trận Fish Hook Ridge - Chiến tranh thế giới thứ hai
- Trận đồn Donelson
- Trận đồn Clark
- Trận đồn Sumter
- Trận Fort Ticonderoga
- Cuộc vây hãm pháo đài William Henry
- Trận Front Royal
- Trận Germantown
- Trận Gettysburg
- Trận Goldsborough Bridge
- Trận Hoke's Run
- Trận Ivy Mountain
- Trận Kessler's Cross Lanes
- Trận Lexington
- Trận Little Bighorn
- Trận Long Island
- Trận Manassas thứ nhất
- Trận Manassas thứ hai
- Trận Midway
- Trận Monongahela River (Braddock's defeat)
- Trận Morton's Ford
- Trận Mossy Creek
- Trận Nashville
- Trận New Orleans
- Trận Pearl Harbor - 1941 - Chiến tranh thế giới thứ hai
- Trận Perry Hill
- Trận Princeton Courthouse
- Trận Rich Mountain
- Trận Round Mountain
- Trận Sewell's Point
- Trận Shiloh
- Trận Sitka
- Trận Spotsylvania Court House
- Trận Springfield (1780)
- First Trận Springfield (1861)
- Second Trận Springfield (1863)
- First Trận the Stronghold
- Trận Stones River
- Trận Trenton
- Trận White Plains
- Trận Wilderness
- Trận Wilson's Creek
- Trận Yorktown

## Venezuela
- Trận Niquitao - 1813 - Campaña Admirable
- Trận Los Horcones - 1813 - Campaña Admirable
- Trận Taguanes Fields - 1813 - Campaña Admirable
- Trận Cumaná - 1813 - Campaign of 1813 - 1814
- Trận Bárbula - 1813 - Campaign of 1813 - 1814
- Trận Araure - 1813 - Campaign of 1813 - 1814
- Trận La Puerta - 1814 - Boves' rebellion
- Trận La Victoria - 1814 - Boves' rebellion
- Trận Ocumare del Tuy - 1814 - Boves' rebellion
- Trận San Mateo - 1814 - Boves' rebellion
- First Siege of Valencia - 1814 - Boves' rebellion
- Trận Urica - 1814 - Boves' rebellion
- Trận Maturín - 1814 - Boves' rebellion
- Trận La Casa Fuerte of Barcelona - 1817 - Campaign of Barcelona (1817)
- Trận San Félix - 1817 - Campaign of Guyana (1817)
- Trận Matasiete - 1817 - Campaign of Guyana (1817)
- Trận Angostura - 1817 - Campaign of Guyana (1817)
- Trận Las Queseras del Medio - 1819 - Campaign of Apure (1819)
- Trận Carabobo - 1821 - Second Campaign of Carabobo
- Trận Lake Maracaibo - 1823 - Venezuelan War of Independence
- Trận Santa Inés - 1859 - Federal War
- Trận Coplé - 1860 - Federal War
- Trận Buchivacoa - 1862 - Federal War

## Úc
- Trận chiến biển Coral - 1942

## Wales
- Trận Mynydd Carn - 1081 - Chiến đấu triều đại Wales
- Trận Crug Mawr - 1136 - Chiến dịch Norman xứ Wales
- Trận St. Fagans - 1648 - Nội chiến Anh thứ hai